# Ryan Murphy
Ryan Murphy født (født 9. november 1965) er en amerikansk instruktør og producer. Han er bedst kendt for at skabe og producere tv-serier så som Glee (2009-2015), American Horror Story (2011–nu), Scream Queens (2015–2016), American Crime Story (2016-nu), Pose (2018–2021) mfl. Derudover er han også producer på realityshowet The Glee Project.